# Ljudmila Senčina
Ljudmila Petrovna Senčina (in russo Людми́ла Петро́вна Се́нчина?; Kudrjavci, 13 dicembre 1950 – San Pietroburgo, 25 gennaio 2018) è stata una cantante e attrice russa, già sovietica di origine ucraina.

## Biografia
Nata nell'Ucraina sovietica ufficialmente il 13 dicembre 1950 (sebbene alcune altre fonti riportino come data di nascita 13 gennaio 1948), interpretò canzoni di successo come Zoluška, Kamuški, Ljubov' i razluka, Belaja akacija, Den' roždenija, Belyj tanec e Polevye cvety.
Negli anni si esibì molte volte anche al Teatro Bol'šoj di Mosca. Pubblicò nel 1985 anche una cover della canzone di Lidia Klement del 1964 Zvëzdy v konduktorskoj sumke.
Fu anche attrice in svariati film degli anni '70, arrivando a ricoprire un ruolo importante nel film western sovietico del 1977 Vooružёn i očen' opasen.
Morì in ospedale a San Pietroburgo il 25 gennaio 2018 dopo una lunga malattia.

## Partecipazioni aPesnja goda
Segue l'elenco non esaustivo delle partecipazioni a Pesnja goda:
| Anno | Canzone                                               |
| ---- | ----------------------------------------------------- |
| 1978 | - U prirody net plochoj pogody                        |
| 1979 | - Dobraja skazka - Šutka (in duetto con Ėduard Chil') |